# Il'inka
Il'inka è una cittadina della Russia europea meridionale, situata nella oblast' di Astrachan'; dipende amministrativamente dal rajon Ikrjaninskij.
Sorge nella parte meridionale della oblast', nella regione del delta del Volga, sul ramo deltizio chiamato Bachtemir.